# PUPリスト
PUP（Physically unable to perform）とは、NFLにおいて、身体的にプレーすることができない選手のことである。PUPリストとは、トレーニングキャンプの開始前に、アメリカンフットボール関連の活動中に負傷した選手に使用される名簿指定のことである。
PUPリスト入りした選手は、チームミーティングに参加し、チームのトレーニングルームや医療施設を利用することはできるが、チームで練習することはできない。 PUPリストには、レギュラーシーズンの開始前に使用されるアクティブ/PUPリストと、レギュラーシーズン中に使用されるリザーブ/PUPリストの2つがある。

## アクティブ/PUPリスト
フットボール関連の怪我の結果、トレーニングキャンプの練習に参加できない選手は、キャンプの開始時にアクティブ/PUPリストに割り当てられることがある。プレーヤーは、レギュラーシーズンの開始前であればいつでも、PUPリストからアクティブロスターに戻ることができる。ただし、選手が練習や試合のためにフィールドに出た後は、PUPリストに入れることはできない。

## リザーブ/PUPリスト
PUPリスト入りしたままプレシーズンを終えた選手は、リザーブ/PUPリストに移動することができるが、レギュラーシーズンの最初の4週間は欠場しなければならない。その時点で、チームには該当選手が練習を開始できるようにするための5週間分の空きがある。プレーヤーが練習を開始した日から、チームには追加の21日間の余裕があり、そのプレーヤーを53人ロスターに登録するかどうかを決定することができる。これらの期限のいずれかが過ぎた場合、該当選手はシーズンの残りの間PUPリストに留まらなければならない。 

## 参照
- 故障者リスト
- ノンフットボールインジュアリー/イルネス